# Isosaari (ö i Finland, Norra Österbotten, Koillismaa, lat 65,87, long 29,08)
Isosaari är en ö i Finland. Den ligger i sjön Oijusluoma och i kommunen Kuusamo i den ekonomiska regionen  Koillismaa ekonomiska region  och landskapet Norra Österbotten, i den nordöstra delen av landet, 700 km norr om huvudstaden Helsingfors. Öns area är 16,3 hektar och dess största längd är 1,1 kilometer i öst-västlig riktning.